# Краснянка (притока Сможанки)
Красня́нка — річка у Стрийському та Самбірському районах Львівської області, права притока Сможанки (басейн Дністра).

## Опис
Довжина річки приблизно 7 км. Висота витоку над рівнем моря — 716 м, висота гирла — 702 м, падіння річки — 14 м, похил річки — 2 м/км. Формується з багатьох безіменних струмків.

## Розташування
Бере початок у лісовому масиві біля підніжжя вершини Магури. Спочатку тече на південний схід через село Красне, потім повертає на південний захід. На східній околиці села Матків впадає в річку Сможанку, праву притоку Стрию.